# Мазате
Мазате (итал. Masate) је насеље у Италији у округу Милано, региону Ломбардија.
Према процени из 2011. у насељу је живело 3295 становника. Насеље се налази на надморској висини од 149 м.

## Становништво
Према резултатима пописа становништва 2011. у општини је живело 2.001 становника.
| 1931. | 1936. | 1951. | 1961. | 1971. | 1981. | 1991. | 2001. | 2011. |
| ----- | ----- | ----- | ----- | ----- | ----- | ----- | ----- | ----- |
| 1.300 | 1.225 | 1.400 | 1.342 | 1.362 | 1.640 | 2.011 | 2.459 | 2.001 |